# Lista szkół w Lęborku

## Szkoły podstawowe

### Istniejące
- Szkoła Podstawowa nr 1, ul. Wojska Polskiego 10
- Szkoła Podstawowa nr 2 (Specjalny Ośrodek Szkolno-Wychowawczy), ul. Reja 18
- Szkoła Podstawowa nr 3, ul. Kossaka 103
- Szkoła Podstawowa nr 4, al. Wolności 31
- Szkoła Podstawowa nr 5, ul. Kościuszki 14
- Szkoła Podstawowa nr 7, ul. Skargi 52
- Szkoła Podstawowa nr 8, ul. Mireckiego 10
- Społeczna Językowa Szkoła Podstawowa LTO, ul. Malczewskiego 34

## Szkoły średnie

### Istniejące
- Liceum Ogólnokształcące nr 1, ul. Dygasińskiego 14
- Liceum Ogólnokształcące nr 2, ul. Marcinkowskiego 1
- Zespół Szkół Mechaniczno-Informatycznych (dawniej: Zespół Szkół Ponadgimnazjalnych nr 1), ul. Marcinkowskiego 1
- Powiatowe Centrum Edukacyjne, ul. Pionierów 16
- Zespół Szkół Gospodarki Żywnościowej i Agrobiznesu, ul. Warszawska 17
- Katolickie Liceum Ogólnokształcące, ul. Kardynała Stefana Wyszyńskiego 5

### Nieistniejące
- Zespół Szkół Ekonomiczno-Handlowych, ul. Dygasińskiego 14

## Szkoły artystyczne
- Państwowa Szkoła Muzyczna I Stopnia im. Mieczysława Michalskiego, ul. Legionów Polskich 35

## Szkoły wyższe

### Istniejące
- Filia w Lęborku Wyższej Szkoły Administracji i Biznesu im. Eugeniusza Kwiatkowskiego w Gdyni, ul. Marcinkowskiego 1
- Regionalny Ośrodek Szkoleniowo-Podyplomowy w Lęborku Wyższej Szkoły Gospodarki w Bydgoszczy, ul. Krzywoustego 1

### Nieistniejące
- Wyższa Szkoła Kształcenia Nauczycieli w Lęborku (niem. Hochschule für Lehrerbildung Lauenburg i. Pom.) (1933–1940) [1933–1938: ul. Dygasińskiego 14; 1938–1940: ul. Marcinkowskiego 1]
- Zakład Kształcenia Nauczycielek w Lęborku (niem. Lehrerinnenbildungsanstalt Lauenburg)  (1941–1945) [ul. Marcinkowskiego 1]

## Przedszkola

### Istniejące
- Przedszkole nr 1 im. M.Konopnickiej, ul. Czołgistów 37
- Przedszkole nr 2, ul. Emilii Plater 12
- Przedszkole nr 5, ul. Wyspiańskiego 1
- Przedszkole nr 6, ul. Wyszyńskiego 7
- Przedszkole nr 9, ul. Mireckiego 9
- Przedszkole nr 10, ul. Bolesława Krzywoustego 6
- Niepubliczne Przedszkole „Baśniowe”, ul. Spóldzielcza 12
- Prywatne Przedszkole Językowe „Tęczowa Kraina”, ul. Tczewska 7A